# Instytut Polski w Rzymie
Instytut Polski w Rzymie (wł. Istituto Polacco di Roma) – polska placówka kulturalna w stolicy Włoch podlegająca Ministerstwu Spraw Zagranicznych RP.

## Działalność
Głównym zadaniem Instytutu jest wypełnianie zadań z zakresu dyplomacji publicznej, tj. utrzymywanie dobrych stosunków społecznych, naukowych i kulturalnych między Polską a Włochami. Instytut organizuje wystawy, koncerty, pokazy filmów, promocje książek, przekłady książek, koordynuje wymianę naukową i kulturową. Celem Instytutu jest poszerzanie wiedzy na temat Polski: kultury, sztuki, nauki, historii, gospodarki, polityki, socjologii.
Instytut powstał w 1992. Organizował spotkania między innymi z Wisławą Szymborską, Czesławem Miłoszem, Tadeuszem Różewiczem, Sławomirem Mrożkiem, Krzysztofem Zanussim, Andrzejem Żuławskim, Ryszardem Kapuścińskim, Jerzym Stuhrem, Jerzym Radziwiłowiczem oraz koncerty Tomasza Stańki, Włodzimierza Nahornego, Leszka Możdżera, Anny Marii Jopek. Do największych sukcesów frekwencyjnych zalicza się ekspozycję z 1998 „Diabeł w sztuce i kulturze polskiej”, „Bibuła. Myśl poza cenzurą” (2014), wystawę prac Katarzyny Kobro. W dorobku Instytutu są także festiwale twórczości: Zbigniewa Herberta w Sienie (2008), Czesława Miłosza w Wenecji (2011), Wisławy Szymborskiej w Bolonii (2016), Krzysztofa Kieślowskiego (2016) oraz, od 2003, stanowiący przegląd kultury polskiej festiwal Corso Polonia, który co roku odbywa się równolegle w siedzibie Instytutu oraz w prestiżowych placówkach kulturalnych Rzymu, np. w Halach Trajana.

## Dyrektorzy
- 1992–1993 – Justyna Guze
- 1993–1995 – Wojciech Tygielski
- 1995–2001 – Elżbieta Jogałła
- 2001–2006 – Małgorzata Furdal
- 2006–2012 – Jarosław Mikołajewski
- 2012–2016 – Paweł Stasikowski(inne języki)
- 2016–2018 – Agnieszka Bender
- 2018–2022 – Łukasz Paprotny
- 2022–2024 – Adrianna Siennicka
- od 2025 – Małgorzata Furdal